# Chaetonerius collarti
Chaetonerius collarti är en tvåvingeart som beskrevs av Aczel 1954. Chaetonerius collarti ingår i släktet Chaetonerius och familjen Neriidae.
Artens utbredningsområde är Kongo. Inga underarter finns listade i Catalogue of Life.